# Ried-Brig
Ried-Brig (bis 1994 offiziell Ried bei Brig genannt) ist eine politische Gemeinde und eine Burgergemeinde mit einem Burgerrat im Bezirk Brig sowie eine Pfarrgemeinde des Dekanats Brig im Schweizer Kanton Wallis.

## Geschichte

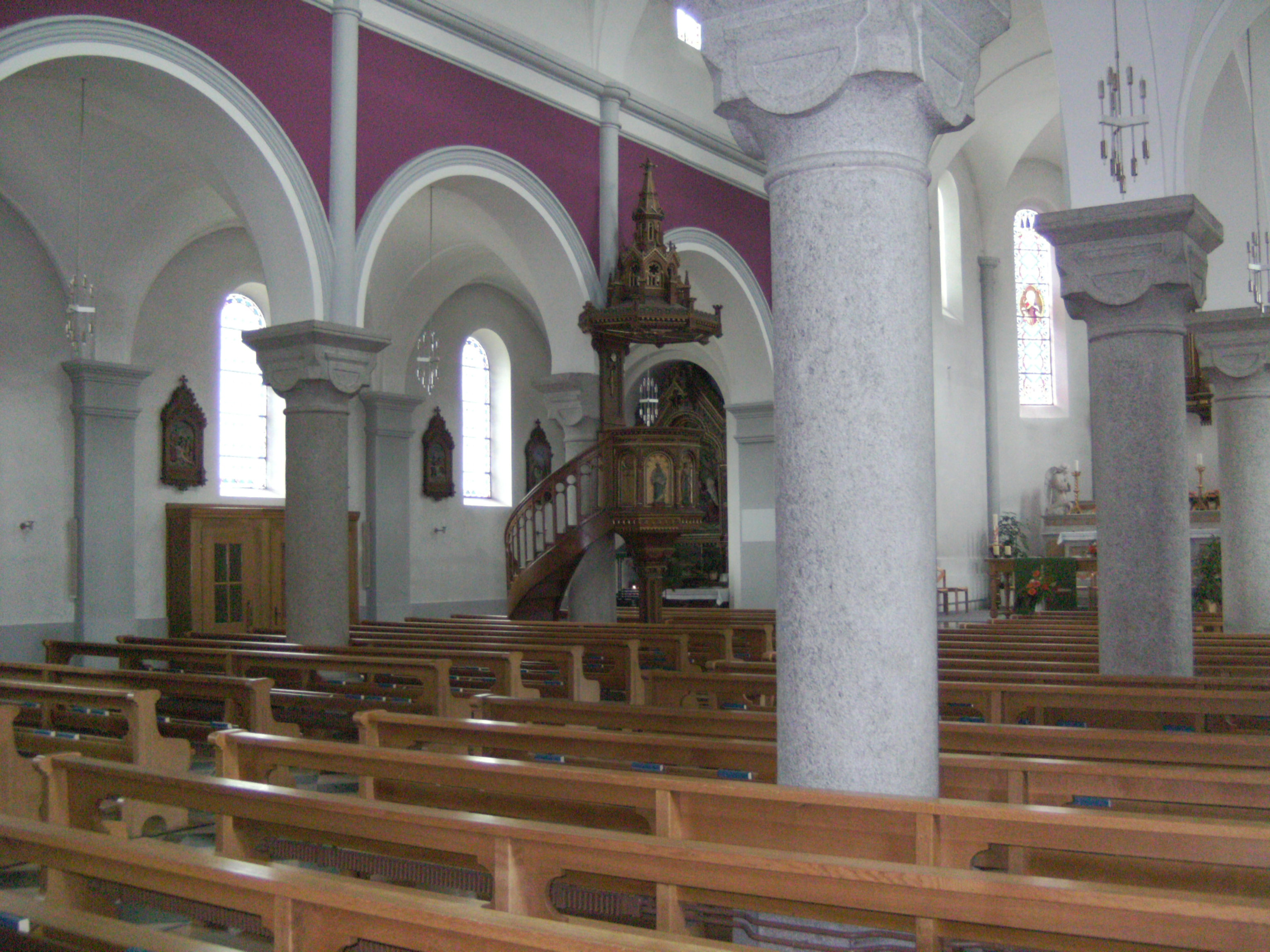
Pfarrkirche Herz-Jesu in Ried-Brig

Der Name Ried ist mit grosser Wahrscheinlichkeit vom alemannischen reuten oder roden herzuleiten. Bereits Ende des 15. Jahrhunderts erlangte Ried-Brig das Dorfrecht.
Das Dorf Ried-Brig machte in den letzten 40 Jahren einen Wandel vom Bauerndorf zu einer Wohngemeinde durch.
In früheren Zeiten wurde viel Schiefer für Hausdächer ober- und unterirdisch abgebaut.

## Geographie
Die Gemeinde umfasst neben den verschiedenen Weilern im Brigerberg, die das Dorf Ried-Brig bilden, insgesamt 43 Maiensässe und Alpen. Zum Gemeindegebiet gehört auch das historisch bekannte Gantertal mit der berühmten Ganterbrücke.
Im Süden bildet der Bergkamm vom Hillhorn über Bortelhorn, „Furgguböimhoru“ und Wasenhorn bis zum Monte-Leone-Grat die Grenze zu Italien. Entlang des Monte-Leone-Grats grenzt Ried-Brig an die Gemeinde Zwischbergen-Gondo.
Im Westen bildet der Taferbach bis zum Marchgrabu oberhalb Mittubäch die Grenze zur Nachbargemeinde Simplon Dorf und weiter entlang des Taferbach, der Saltina und der Wässerwasserleitung „Oberi Brigeri“ die Grenze zur Stadtgemeinde Brig-Glis. Im Norden grenzt die Gemeinde an Termen und Grengiols.
Das Gemeindegebiet umfasst eine Fläche von 4753 ha. Die Nordseite der Simplonpassstrasse liegt fast ausschliesslich auf dem Gemeindegebiet von Ried-Brig.

## Bevölkerung
| Bevölkerungsentwicklung | Bevölkerungsentwicklung | Bevölkerungsentwicklung | Bevölkerungsentwicklung | Bevölkerungsentwicklung | Bevölkerungsentwicklung | Bevölkerungsentwicklung | Bevölkerungsentwicklung | Bevölkerungsentwicklung |
| ----------------------- | ----------------------- | ----------------------- | ----------------------- | ----------------------- | ----------------------- | ----------------------- | ----------------------- | ----------------------- |
| Jahr                    | 1850                    | 1900                    | 1950                    | 2000                    | 2010                    | 2012                    | 2014                    | 2016                    |
| Einwohner               | 506                     | 700                     | 739                     | 2000                    | 1910                    | 1989                    | 2012                    | 2077                    |

## Mit dem Ort verbundene Personen
- Geo Chavez (1887–1910), Luftfahrtpionier

## Persönlichkeiten
- Johann Jordan (um 1494–1565), Bischof von Sitten (1548–1565)
- Anton Maria Anderledy (1819–1892), 23. Ordensgeneral der Jesuiten
- Franz Steiner (1924–2010), Staatsrat (1973–1985)